# Національний музей Грузії
Музей Грузії імені Симона Джанашія (груз. სიმონ ჯანაშიას სახელობის საქართველოს მუზეუმი), раніше відомий як Державний музей історії Грузії — один з основних історичних музеїв Грузії, в якому представлені найважливіші археологічні знахідки.
Музей займає декілька будівель в центрі Тбілісі, з основною експозицією, розташованою на проспекті Руставелі. Головна будівля музею було спроектовано в 1910, за проектом архітектора Миколи Северова на місці старої, зношеної будівлі. В оформленні споруди використані елементи середньовічного грузинського декору.

## Історія
Музей заснований 10 травня 1852 Кавказьким департаментом Російського Імператорського географічного товариства і перетворений в Кавказький музей з ініціативи німецького дослідника Густава Радде в 1867. В 1919, після того, як Грузія здобула незалежність від Росії (1918), музей було перейменовано в Музей Грузії.
Після більшовицького захоплення країни в 1921 основна частина колекції була евакуйована урядом Грузії до Європи і була повернута Радянській Грузії завдяки зусиллю грузинського емігрантського вченого Еквтіме Такаїшвілі в 1945.
В 1947 музей було перейменовано на честь грузинського історика Симона Джанашія.
Музей значно постраждав в роки пострадянського хаосу на початку 1990-х років. Він був пошкоджений в ході військових дій в 1991—1992, а потім частину його колекції знищила пожежа.
Наприкінці 2004 музей мистецтв Грузії був поміщений під єдину систему управління з низкою інших музеїв, що утворили Грузинський національний музей.

## Колекція
Музей містить тисячі грузинських і кавказьких археологічних та етнографічних пам'ятників. Постійна експозиція демонструє в хронологічному порядку історію Грузинської культури від бронзової доби до початку XX сторіччя. Найбільш цінні експонати музею включають:
- Виявлені в Дманісі скам'янілі останки гомінідів Homo Ergaster,
- Скарб з Ахалгорі (V до н. Е.), що містить унікальні приклади ювелірних прикрас, що поєднали в собі стиль декоративно-прикладного мистецтва Ахеменидского Ірану і місцеві традиції,
- Колекцію з 80000 монет, головним чином грузинського карбування,
- Середньовічні металеві ікони і зразки золотої ковки,
- Одну з найбільших у світі колекцій урартских написів на камені.

У музеї знаходиться абстрактна картина, написана Василем Кандинським в кінці 1900-х років; на думку ряду дослідників, це перший приклад абстракціонізму в сучасному мистецтві